# Dacerla
Dacerla is een geslacht van wantsen uit de familie van de Miridae (blindwantsen). Het geslacht werd voor het eerst wetenschappelijk beschreven door Victor Antoine Signoret in 1881.

## Soorten
Het genus bevat de volgende soorten:

- Dacerla alata Carvalho & Usinger, 1957
- Dacerla mediospinosa V. Signoret, 1881